# GfK Hungária
A GfK Hungária egy magyar piackutató intézet, a GfK Csoport tagja.

## A vállalatról
A GfK Hungária 1989 augusztusában, a piacgazdaság magyarországi bevezetésének küszöbén alakult, ezzel elsőként jelent meg a közép-kelet-európai régióban.
A vállalat a világ negyedik legnagyobb[forrás?] piackutató vállalatának, a GfK Csoportnak a tagja, amely több, mint 50 országban több mint 8 000 alkalmazottal áll ügyfelei rendelkezésére.
A hazai vállalat mai tevékenységét nagymértékben meghatározó kiskereskedelmi- és háztartáspanel már 1991-1992 óta folyamatosan szolgáltat piaci információkat a műszaki elektronikai-  és a gyorsan forgó fogyasztási cikkek iparágának szereplői részére.

### Háztartáspanel
A GfK SE nemzetközi fogyasztói panelkutatásának része a magyarországi háztartáspanel mérés. A GfK háztartáspanel, vagy másként „GfK Consumer Panel” a háztartások vásárlásait méri a napi fogyasztási cikkek piacán, az összes magyar háztartás reprezentatív, állandó mintája alapján. A háztartáspanelbe tartozó mintegy 4 000 háztartás napi szinten rögzíti elektronikusan, vonalkódok segítségével, az élelmiszer és vegyi áru vásárlásait.
A háztartáspanel egyaránt lehetőséget nyújt a hosszútávú piaci trendek mérésére, valamint ezek okainak feltárására is. A mérés egyedi módon, egyszerre tartalmaz információt a vásárlóról (részletes demográfiai és attitűd adatok állnak rendelkezésre a panel-háztartásokról), a vásárlás helyéről (vagyis, hogy melyik kereskedelmi láncban / csatornában vásároltak), valamint a megvásárolt termékről (mit vettek EAN kód - vagyis árucikkek azonosítására használt, 8 vagy 13 jegyű, a GS-1 szervezet által meghatározott vonalkód szabványa - alapján, milyen áron, milyen mennyiségben). Ennek a három adatnak ugyanazon háztartásokból történő longitudinális (hosszú időtávon keresztül történő, rendszeres) mérése lehetőséget ad többek között:
- fogyasztói bázis nagyságának és összetételének nyomon követésére,
- fogyasztói célcsoportok célzott elemzésére,
- termékekre és kereskedőkre vonatkozó kereszthasználat mérésére,
- valamint egy-egy termék értékesítési potenciáljának meghatározására adott kereskedőknél.

### Kiskereskedelmi panel
A GfK SE nemzetközi kiskereskedelmi panelkutatásának része a magyarországi kiskereskedelmi panel mérés (POS Tracking). Ez a kutatási terület főként a tartós fogyasztási cikkek piacának változását követni nyomon heti, havi és kéthavi szinten. A kutatás során a kiskereskedelmi pontoktól (üzletektől) kapott értékesítési adatokból az alábbi válaszokat tudjuk meg:
- Milyen terméket vásárolnak,
- Hol vásárolták meg az adott terméket,
- Milyen áron vásárolták meg.

Minden egyes termékkör értékesítési adatait az adott szektorban aktív kereskedői hálózaton monitorozzák, így határozzák meg egy adott szektor, vagy adott termékkör értékesítésének alakulását.
Magyarországon az alábbi szektorok változásait követi nyomon:
- Műszaki elektronikai piac (IT, szórakoztató elektronika, telekommunikáció, háztartási kis- és nagygépek, fotótermékek)
- Hagyományos játékok
- Barkácstermékek (festékek, ragasztók, elektromos szerszámgépek és kerti gépek)
- Építőanyagok